# العلاقات بين السويد وحلف الناتو
تتمتع مملكة السويد ومنظمة حلف شمال الأطلسي (الناتو) بعلاقة وثيقة وتقومان بانتظام بإجراء تدريبات مشتركة والتعاون في عمليات حفظ السلام وتبادل المعلومات. السويد هي واحدة من ستة أعضاء في الاتحاد الأوروبي من غير أعضاء الناتو. انضمت السويد إلى الشراكة من أجل السلام في 9 مايو 1994.
تاريخيًا, كانت أقلية من السكان السويديين تؤيد عضوية الناتو, لكن مسألة العضوية زادت شعبيتها بعد الغزو الروسي لأوكرانيا عام 2022, وتقدمت السويد بطلب للانضمام إلى المنظمة في 18 مايو 2022. في 5 يوليو 2022, وقع الناتو بروتوكول انضمام السويد للانضمام إلى الحلف.

## تاريخ
في القرن التاسع عشر, تبنت السويد سياسة الحياد, إلى حد كبير نتيجة لتدخل السويد في الحروب النابليونية التي فقدت خلالها أكثر من ثلث أراضي البلاد في الحرب الفنلندية (1808-1809), بما في ذلك الخسارة المؤلمة لفنلندا. لروسيا. من هذه النقطة فصاعدًا, ظلت فنلندا جزءًا من روسيا حتى نالت استقلالها في عام 1917. أدى الاستياء من الملك السويدي غوستاف الرابع أدولف, الذي اتبع باستمرار سياسة مناهضة للنابليون, وبالتالي تسبب في الحرب, إلى حدوث انقلاب عرف باسم انقلاب عام 1809. أطاح النظام الجديد بالملك وأدخل أداة الحكم (1809), وصاغ لاحقًا سياسة خارجية جديدة, والتي أصبحت تُعرف باسم سياسة 1812. منذ زمن الحروب النابليونية, لم تبدأ السويد أي نزاع مسلح مباشر.
اختارت السويد عدم الانضمام إلى الناتو عندما تأسست في عام 1949 وأعلنت سياسة أمنية تهدف إلى عدم الانحياز في السلام والحياد في الحرب. نسخة معدلة الآن تؤهل عدم الانحياز في سلام لحياد محتمل في الحرب. حافظت السويد على سياسة الحياد خلال الحرب الباردة, على الرغم من التعاون الجوهري مع الغرب. أشار رئيس الوزراء السويدي السابق, كارل بيلت, إلى أن هذه السياسة كانت ردًا على مخاوف من أنه إذا انضمت السويد إلى حلف الناتو, فقد يرد الاتحاد السوفيتي بغزو فنلندا المجاورة, التي احتفظت السويد بعلاقات وثيقة معها. بينما كانت فنلندا مستقلة اسميًا, فقد تبنت سياسة الحياد في الشؤون الخارجية خلال الحرب الباردة احترامًا للاتحاد السوفيتي المجاور, والذي كان يشار إليه عمومًا باسم الفنلندي.
أدى انضمام السويد إلى الاتحاد الأوروبي في عام 1995 إلى إلغاء مبدأ الحياد. منذ التسعينيات, كان هناك نقاش نشط في السويد حول مسألة عضوية الناتو في حقبة ما بعد الحرب الباردة. ظهرت هذه الانقسامات الأيديولوجية في نوفمبر 2006, عندما كان بإمكان السويد إما شراء طائرتي نقل جديدتين أو الانضمام إلى مجموعة طائرات الناتو, وفي ديسمبر 2006, عندما دُعيت السويد للانضمام إلى قوة استجابة الناتو. انضمت السويد إلى شراكة الناتو من أجل السلام في 9 مايو 1994, وكانت مشاركًا نشطًا في المهام التي يقودها الناتو في البوسنة (IFOR وقوة تحقيق الاستقرار), وكوسوفو (قوات كوسوفو), وأفغانستان (قوات المساعدة الدولية لإرساء الأمن في أفغانستان), وليبيا (عملية الحامي الموحد). وقعت السويد في عام 2014 وصدقت في عام 2016 على اتفاقية البلد المضيف مع الناتو, مما يسمح لقوات الناتو بإجراء تدريبات مشتركة على الأراضي السويدية والسماح لقوات الدول الأعضاء في الناتو بالانتشار في السويد ردًا على التهديدات للأمن القومي للسويد.
إذا تصاعد الموقف في دول البلطيق وحولها, فإن عضوية السويد في الناتو, ربما مع فنلندا, ستقلل من الحواجز أمام تدخل الناتو في المنطقة. أفاد الناتو في عام 2015 أن روسيا قامت بمحاكاة هجوم نووي على السويد في عام 2013. هدد وزير الخارجية الروسي سيرجي لافروف في عام 2016 بـ "اتخاذ الإجراءات اللازمة" لمنع السويد من عضوية الناتو. صدر تقرير برعاية الحكومة حول مستقبل عضوية السويد في الناتو في سبتمبر 2016.

## استطلاعات الرأي
ارتفع الدعم لعضوية الناتو بين عامي 2012 و 2015, عندما أظهر معهد SOM نموه من 17% إلى 31%. أحداث مثل ضم شبه جزيرة القرم وتقارير نشاط الغواصات الروسية في عام 2014, بالإضافة إلى تقرير 2013 الذي يمكن أن تصمد فيه السويد لمدة أسبوع فقط إذا تعرضت للهجوم, كان لها الفضل في هذا الارتفاع في الدعم. في أكتوبر 2014, أظهر استطلاع للرأي لأول مرة أن عدد السويديين المؤيدين لعضوية الناتو (37%) أكثر من المعارضين (36%).
أجرت إبسوس اقتراعًا منتظمًا, وقد وثقوا انخفاضًا في معارضة العضوية من 56% في أبريل 2015 إلى 35% في ديسمبر 2020, عندما أظهر استطلاعهم انقسامًا ثلاثيًا بين السويديين, حيث أيد 33% عضوية الناتو و 32 % مترددين بشأن هذه القضية. يتوافق هذا الانخفاض إلى حد كبير مع زيادة في المترددين, حيث ظلت نسبة السويديين الذين يدعمون عضوية الناتو ثابتة في الغالب منذ عام 2014. وفقًا لاستطلاع أجرته Sifo في يونيو 2016, كان عدد أكبر من السويديين ضد عضوية السويد في الناتو أكثر من المؤيدين, بينما أظهر استطلاع أجراه مركز بيو في مايو 2017 أن 48% يؤيدون العضوية, وفي نوفمبر 2020, أظهروا أن 65 % من السويديين ينظرون إلى الناتو بإيجابية, وهي أعلى نسبة من أي عضو غير عضو في الناتو تم استطلاع آرائه.

### منذ الغزو الروسي لأوكرانيا
أظهر استطلاع أجرته شركة Novus في الفترة من 24 إلى 25 فبراير 2022 أن 41% يؤيدون عضوية الناتو و 35% يعارضون ذلك. في 4 مارس 2022, تم إصدار استطلاع للرأي أظهر أن 51% يؤيدون عضوية الناتو, وهي المرة الأولى التي يظهر فيها استطلاع للرأي أن الأغلبية تدعم هذا الموقف.

## الآراء السياسية حول العضوية
صرح رئيس الوزراء السابق فريدريك رينفلت في 18 سبتمبر 2007 أن عضوية السويد في الناتو ستتطلب أغلبية "واسعة جدًا" في البرلمان, بما في ذلك الاشتراكيون الديمقراطيون, والتنسيق مع فنلندا.
لقد فضل الجناح اليساري السويدي, بما في ذلك الحزب الديمقراطي الاجتماعي وحزب الخضر وحزب اليسار, جنبًا إلى جنب مع القوميين في السويد الديمقراطيين, الحياد وعدم الانحياز, بينما دعمت الأحزاب اليمينية عضوية الناتو, خاصة منذ عام 2014 ضم شبه جزيرة القرم من قبل الاتحاد الروسي. الحزب المعتدل يمين الوسط هو أكبر حزب من خلال التمثيل البرلماني الحالي لصالح عضوية الناتو, حتى أنه جعله أكبر تعهد انتخابي في عام 2022, و (مثل الحزب الليبرالي من يمين الوسط) دعم عمومًا عضوية الناتو منذ نهاية الحرب الباردة. عارض حزب الوسط السويدي عضوية الناتو حتى سبتمبر 2015, عندما أعلنت قيادة الحزب بقيادة آني لوف أنهم سيقترحون تغيير سياسة الحزب للضغط على السويد للانضمام إلى الناتو في مؤتمرهم الحزبي القادم. وبالمثل, صوت الديمقراطيون المسيحيون المحافظون, الذين عارضوا سابقًا أيضًا, على دعم عضوية الناتو في اجتماعهم الحزبي في أكتوبر 2015. عندما قام الديمقراطيون السويديون القوميون بتعديل موقفهم في ديسمبر 2020 للسماح بعضوية الناتو إذا تم التنسيق مع فنلندا المجاورة وتم التصديق عليها في استفتاء, كانت غالبية أعضاء البرلمان السويدي لأول مرة ينتمون إلى الأحزاب التي كانت مفتوحة لعضوية الناتو, وأقر البرلمان اقتراحًا للسماح بعضوية الناتو في المستقبل في ذلك الشهر بأغلبية 204 أصوات مقابل 145.
ومع ذلك, تمت مراجعة العديد من المواقف السياسية بشأن عضوية الناتو منذ الغزو الروسي لأوكرانيا عام 2022. قام الديمقراطيون السويديون القوميون بمراجعة موقفهم في أبريل 2022 وأعلنوا أنهم سيدعمون عضوية السويد في الناتو إذا انضمت فنلندا أيضًا. في نفس الوقت تقريبًا, أعلن الحزب الديمقراطي الاجتماعي السويدي الحاكم أنه سيجري حوارًا داخليًا حول عضوية الناتو, للمرة الثانية في غضون 6 أشهر. في المرة الأولى, قرر الحزب معارضة العضوية. ومع ذلك, في 15 مايو 2022 أعلنوا أنهم سيدعمون الآن طلبًا للانضمام إلى المنظمة. من بين شركائهم في التحالف, ظل حزب الخضر معارضًا, بينما يرغب حزب اليسار في إجراء استفتاء حول هذا الموضوع, وهو أمر عارضته رئيسة الوزراء ماجدالينا أندرسون وحزب المعارضة الرئيسي المعتدل.

## محاولة الانضمام
في 17 مايو 2022, وقعت وزيرة خارجية السويد آن ليند على طلب السويد للانضمام إلى الناتو, عقب نية فنلندا السابقة للانضمام إلى الناتو. في 18 مايو 2022, تقدم كلا البلدين رسميًا بطلب للانضمام إلى الناتو.
أعرب الرئيس التركي رجب طيب أردوغان عن معارضته لانضمام فنلندا والسويد إلى حلف شمال الأطلسي, قائلاً إنه سيكون "من المستحيل" على تركيا دعم طلبهما بينما يسمح البلدان للجماعات التي تصنفها تركيا على أنها منظمات إرهابية, بما في ذلك الجماعات المسلحة الكردية "عمال كردستان". حزب (PKK) واتحاد المجتمعات الكردستانية (KCK) وحزب الاتحاد الديمقراطي (سوريا) (PYD) ووحدات الحماية الشعبية (YPG) وأنصار فتح الله غولن, وهو رجل دين مسلم مقيم في الولايات المتحدة تتهمه تركيا بتدبير فشل عام 2016. محاولة الانقلاب التركي للعمل على أراضيها. (يُدرج حزب العمال الكردستاني في قائمة الاتحاد الأوروبي للمنظمات الإرهابية, وكانت السويد أول دولة بعد تركيا تصنفهم على هذا النحو في عام 1984.) طلبت تركيا تسليم العديد من أعضاء حزب العمال الكردستاني من دول الشمال. من بين الأشخاص الذين طلبت تركيا تسليمهم عضوة البرلمان السويدي المستقلة أمينة كاكابافيه بسبب دعمها للمنظمات الكردية, الكاتب والشاعر محمد سيراج بيلجين (توفي عام 2015) والناشر التركي والناشط في مجال حقوق الإنسان رجب زاراكولو. بالإضافة إلى ذلك, طالبت الحكومة التركية برفع حظر الأسلحة الذي فرضته الحكومتان الفنلندية والسويدية ردًا على عملياتها ضد وحدات حماية الشعب في سوريا, وإقالة وزير الدفاع بيتر هولتكفيست بسبب اجتماع يعود تاريخه إلى 2011 مع أعضاء حزب العمال الكردستاني. قوبلت مطالب تركيا بتسليم الأكراد والمعارضين السياسيين الآخرين بالعداء من قبل النشطاء الأكراد وبعض منظمات حقوق الإنسان, بسبب سجل تركيا السيئ في مجال حقوق الإنسان وقمع الأقلية الكردية في تركيا. في مايو 2022, منعت تركيا بسرعة طلبات الحصول على عضوية الناتو لفنلندا والسويد من المضي قدمًا من خلال عملية متسارعة.
موقف الحزب الاشتراكي الديمقراطي الحاكم معقد بسبب حقيقة أنه يعتمد على دعم كاكابافيه, وهو من أصل كردي إيراني, للاحتفاظ بثقة الريكسداغ في حكومة الأقلية. كانت كاكابافيه عضوة في عصابة كومالا الكردية في إيران منذ صغرها, ولجأت إلى السويد في سن التاسعة عشرة. في أزمة الحكومة السويدية لعام 2021, وافق كاكابافيه فقط على دعم تشكيل حكومة برئاسة ماجدالينا أندرسون بعد تلبية بعض المطالب السياسية المتعلقة بدعم الأكراد السوريين. تعارض انضمام السويد إلى الناتو, بسبب تجاربها الخاصة في الحرب, وهي مدافعة عن السياسة السويدية بعدم الانحياز. في مايو أعلنت أنها لن تدعم الحزب الديمقراطي الاشتراكي السويدي الحاكم في تصويتات مهمة في البرلمان لأنها اعتبرت أن أجزاء من الاتفاقية السابقة لم يتم اتباعها.
قال إبراهيم قالين, المتحدث باسم أردوغان, إن الموافقة على عضوية السويد لم يتم استبعادها, لكن وضع هذه المجموعات "مسألة تتعلق بالأمن القومي لتركيا" وأن المفاوضات ستكون مطلوبة. ومع ذلك, بعد تصريح إبراهيم قالين, كرر أردوغان تهديده بمنع طلبات عضوية فنلندا والسويد. وقالت قيادة الناتو والولايات المتحدة إنهما واثقتان من أن تركيا لن تعرقل عملية انضمام البلدين. كما أجرى وزير الخارجية الكندي ميلاني جولي محادثات مع تركيا لإقناع الحكومة التركية بالحاجة إلى التكامل بين دول الشمال. في 20 مايو, رفضت آن ليندي, وزيرة الخارجية السويدية, ادعاء أردوغان بأنهم يدعمون حزب العمال الكردستاني ووصفته بأنه "معلومات مضللة", وأشارت إلى أن السويد صنفت حزب العمال الكردستاني كمنظمة إرهابية في عام 1984, بينما تبعه الاتحاد الأوروبي في عام 2002. وصرح المتحدث باسم الحكومة, إبراهيم قالين, الذي قاد المحادثات نيابة عن تركيا, بعد الاجتماع الأول في أنقرة, أن العملية لن تتقدم إلا بعد تلبية توقعات تركيا ولم يشعروا بأي ضغط عليهم. بعد أن أجرى وفد مكون من دبلوماسيين سويديين وفنلنديين محادثات حول الأمر مع نظرائهم الأتراك, كرر أردوغان أنه لن يوافق على محاولة انضمامهم كما في نفس اليوم الذي عقدت فيه المحادثات في أنقرة, صالح مسلم, الذي يعتبره إرهابيًا. أردوغان, على التلفزيون السويدي. اقترح زعيم حزب الحركة القومية دولت بهجلي أن السيناريو الذي تغادر فيه تركيا الناتو يجب اعتباره خيارًا, وفي هذه الحالة يمكن تأسيس تحالف عسكري جديد. في أواخر مايو 2022, جادل زعيم المعارضة كمال قلجدار أوغلي بأنه في حالة استمرار الخلاف بشأن الانضمام وقرر حزب العدالة والتنمية وحزب الحركة القومية إغلاق قاعدة إنجيرليك الجوية, فإن حزب الشعب الجمهوري سيدعم ذلك.
لمعالجة مخاوف تركيا, أشارت السويد في يونيو إلى إصلاحات لقوانين مكافحة الإرهاب التي ستدخل حيز التنفيذ في 1 يوليو, وأعلنت أنها ستراجع سياساتها بشأن صادرات الأسلحة لتعكس عضويتها في الناتو. في غضون ذلك, صرح الرئيس الفنلندي سولي نينيستو أن بلاده لن تمضي قدمًا في طلبها بدون السويد, وأن البلدين سينضمان إلى الناتو "جنبًا إلى جنب".
في قمة مدريد لعام 2022, وقع أندرسون ونينيستو وأردوغان اتفاقية لمعالجة مخاوف تركيا الأمنية, وأعلن نينيستو أن تركيا وافقت على دعم عضوية فنلندا والسويد في الناتو. بينما وافق أعضاء الناتو بالإجماع على دعوة المقاطعات رسميًا للانضمام في اليوم التالي وتم التوقيع على بروتوكولات انضمام السويد وفنلندا للانضمام إلى الحلف في 5 يوليو, كرر أردوغان تهديده باستخدام حق النقض ضد عضويتهما, مشيرًا إلى أنه يتوقع على الدول المتقدمة أن تفي بالتزاماتها بموجب الاتفاقية قبل أن ينظر البرلمان التركي في الموافقة على بروتوكول الانضمام الخاص بها. عقدت فنلندا والسويد وتركيا أول اجتماع ثلاثي للمذكرة في 26 أغسطس 2022 في إسبو, فنلندا. عقد اجتماع المذكرة الثاني بين فنلندا والسويد وتركيا في 25 نوفمبر 2022 في ستوكهولم, السويد.
بحلول نوفمبر, صادقت 28 دولة عضو من أصل 30 على عضوية السويد في الناتو, ولم تستكمل إجراءاتها سوى المجر وتركيا. أثناء عملية التقديم, أجرت السويد انتخابات أسفرت عن حكومة يمين الوسط التي تعهدت بمواصلة عملية الناتو, وأعادت التأكيد على جبهة موحدة مع طلب فنلندا, واقترحت أنها ستكون أكثر قدرة على تلبية المتطلبات التركية. في 24 نوفمبر 2022, أعلن رئيس الوزراء المجري فيكتور أوربان أنه يدعم انضمام السويد وفنلندا إلى الناتو, ووعد بأن المجر ستصدق على عضوية الناتو في يناير.

## الجدول الزمني للعضوية

الناتو والدول الحليفة التي لم تصدق بعد على بروتوكول انضمام السويد (باللون الأحمر).

بدأت عملية التصديق بدعوة من فنلندا والسويد للانضمام إلى قمة الناتو في مدريد. عقدت مفاوضات الأعضاء في 4 يوليو, وتم التوقيع على بروتوكولات الانضمام في بروكسل في 5.
| حدث                    | تاريخ                                        | المرجعي |
| ---------------------- | -------------------------------------------- | ------- |
| الشراكة من أجل السلام  | 9 مايو 1994                                  | [ 3 ]   |
| تم تقديم الطلب         | 18 مايو 2022                                 | [ 88 ]  |
| دعوة للانضمام          | 29 يونيو 2022                                | [ 89 ]  |
| بروتوكول الانضمام      | 5 يوليو 2022                                 | [ 90 ]  |
| التصديق على البروتوكول | 28 / 30 التصديقات المودعة(انظر الجدول أدناه) |         |
| قبول العضوية           |                                              |         |
| المعاهدة سارية المفعول |                                              |         |
| عضوية كاملة            |                                              |         |

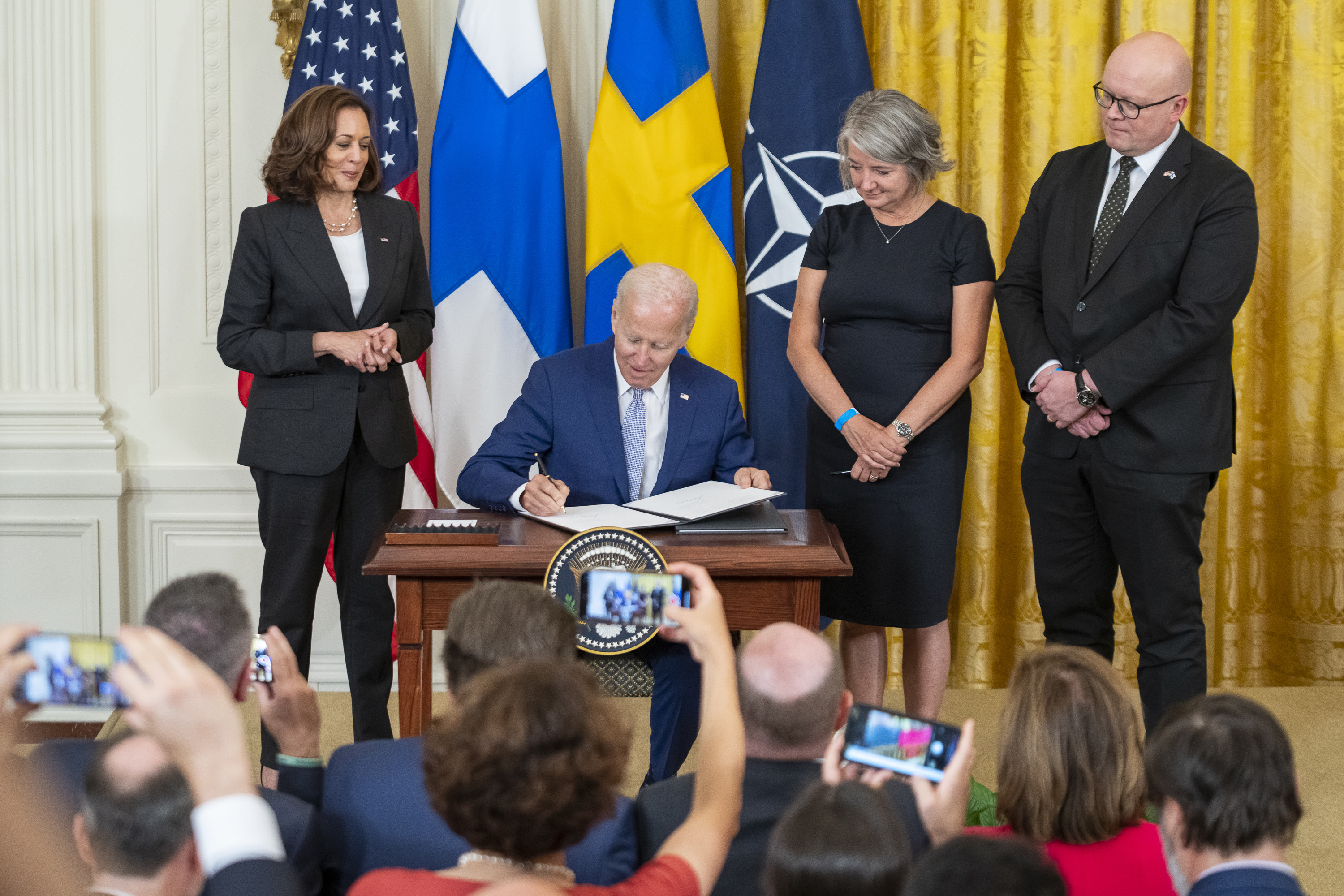
وقع الرئيس بايدن على صكوك التصديق للموافقة على عضوية فنلندا والسويد في الناتو في 9 أغسطس 2022
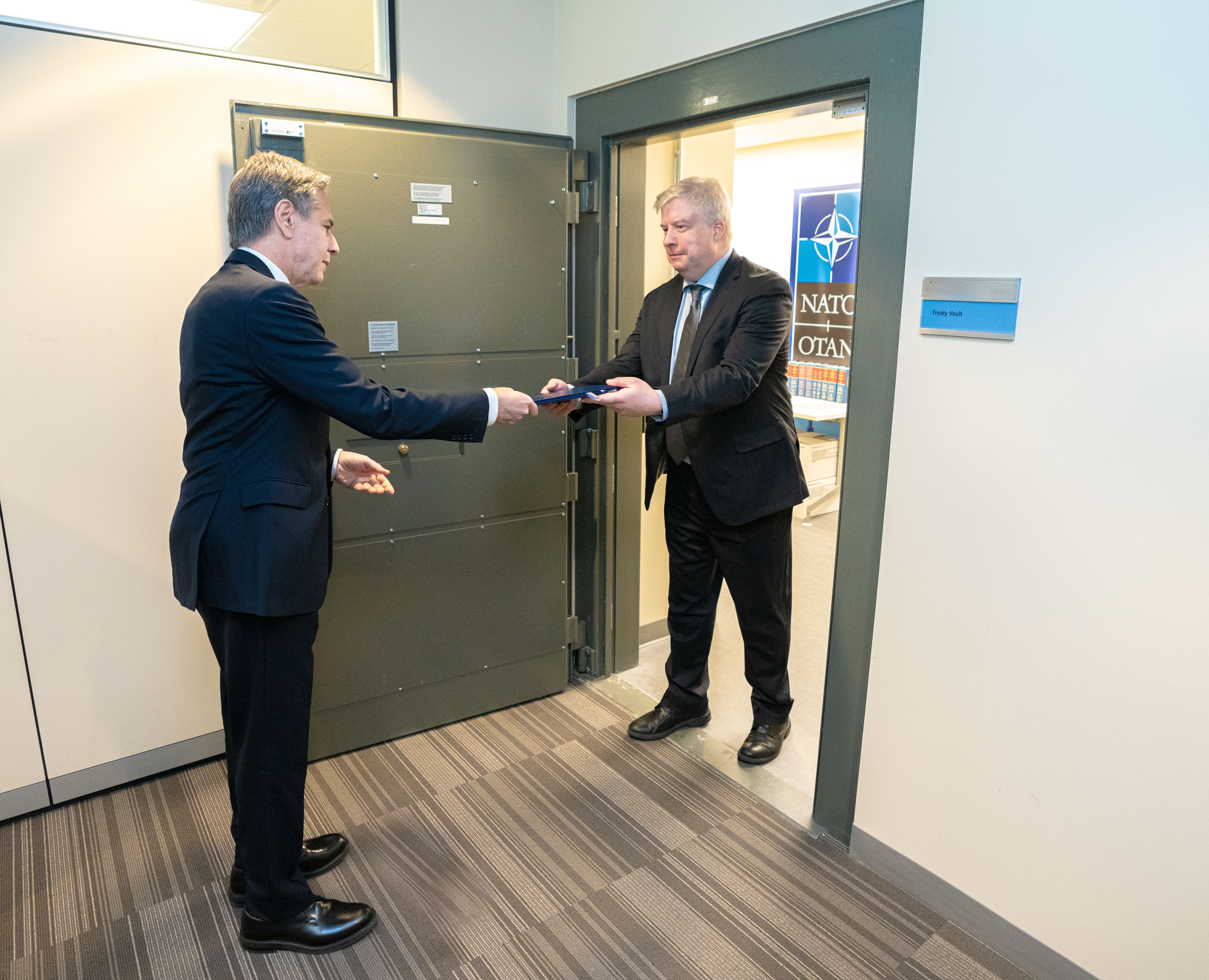
قام وزير الخارجية الأمريكي أنتوني بلينكين بإيداع وثائق التصديق الأمريكية لدى الوديع لحلف شمال الأطلسي في أغسطس 2022

### عملية التصديق
| الموقع           | التاريخ             | مؤسسة                      | In favour | Against | إمتنعوا | المودعة        | المراجع |
| ---------------- | ------------------- | -------------------------- | --------- | ------- | ------- | -------------- | ------- |
| ألبانيا          | 7 يوليو 2022        | Parliament                 | 114       | 0       | 0       | 11 أغسطس 2022  | [ 93 ]  |
| ألبانيا          | 10 يوليو 2022       | Presidential assent        | تم منحه   | تم منحه | تم منحه | 11 أغسطس 2022  | [ 94 ]  |
| بلجيكا           | 20 يوليو 2022       | Chamber of Representatives | 121       | 11      | 0       | 11 أغسطس 2022  | [ 95 ]  |
| بلجيكا           | 21 يوليو 2022       | Royal assent               | تم منحه   | تم منحه | تم منحه | 11 أغسطس 2022  | [ 96 ]  |
| بلغاريا          | 13 يوليو 2022       | National Assembly          | 195       | 11      | 0       | 9 أغسطس 2022   | [ 97 ]  |
| بلغاريا          | 18 يوليو 2022       | Presidential assent        | تم منحه   | تم منحه | تم منحه | 9 أغسطس 2022   | [ 98 ]  |
| كندا             | 5 يوليو 2022        | Government                 | تم منحه   | تم منحه | تم منحه | 5 يوليو 2022   | [ 100 ] |
| كرواتيا          | 15 يوليو 2022       | Parliament                 | 125       | 3       | 0       | 25 أغسطس 2022  | [ 101 ] |
| كرواتيا          | 19 يوليو 2022       | Presidential assent        | تم منحه   | تم منحه | تم منحه | 25 أغسطس 2022  | [ 102 ] |
| التشيك           | 27 أغسطس 2022       | Chamber of Deputies        | 135       | 4       | 12      | 19 سبتمبر 2022 | [ 103 ] |
| التشيك           | 10 أغسطس 2022       | Senate                     | 66        | 0       | 0       | 19 سبتمبر 2022 | [ 104 ] |
| التشيك           | 31 أغسطس 2022       | Presidential assent        | تم منحه   | تم منحه | تم منحه | 19 سبتمبر 2022 | [ 105 ] |
| الدنمارك         | 7 يونيو 2022        | Folketing                  | 95        | 0       | 0       | 5 يوليو 2022   | [ 106 ] |
| إستونيا          | 6 يوليو 2022        | Riigikogu                  | 79        | 0       | 3       | 22 يوليو 2022  | [ 107 ] |
| إستونيا          | 6 يوليو 2022        | Presidential assent        | تم منحه   | تم منحه | تم منحه | 22 يوليو 2022  | [ 108 ] |
| فرنسا            | 2 أغسطس 2022        | National Assembly          | 209       | 46      | 53      | 16 أغسطس 2022  | [ 109 ] |
| فرنسا            | 21 يوليو 2022       | Senate                     | 323       | 17      | 8       | 16 أغسطس 2022  | [ 110 ] |
| فرنسا            | 5 أغسطس 2022        | Presidential assent        | تم منحه   | تم منحه | تم منحه | 16 أغسطس 2022  | [ 111 ] |
| المانيا          | 8 يوليو 2022        | Bundestag                  | Passed    | Passed  | Passed  | 20 يوليو 2022  | [ 112 ] |
| المانيا          | 8 يوليو 2022        | Bundesrat                  | Passed    | Passed  | Passed  | 20 يوليو 2022  | [ 113 ] |
| المانيا          | 11 يوليو 2022       | Presidential assent        | تم منحه   | تم منحه | تم منحه | 20 يوليو 2022  | [ 114 ] |
| اليونان          | 15 سبتمبر 2022      | Parliament                 | Passed    | Passed  | Passed  | 14 أكتوبر 2022 | [ 115 ] |
| اليونان          | 15 سبتمبر 2022      | Presidential promulgation  | تم منحه   | تم منحه | تم منحه | 14 أكتوبر 2022 | [ 116 ] |
| المجر            |                     | National Assembly          |           |         |         |                | [ 117 ] |
| المجر            | Presidential assent |                            |           |         |         |                |         |
| آيسلند           | 7 يونيو 2022        | Althing                    | 44        | 0       | 5       | 6 يوليو 2022   | [ 118 ] |
| آيسلند           | 5 يوليو 2022        | Presidential assent        | تم منحه   | تم منحه | تم منحه | 6 يوليو 2022   | [ 119 ] |
| إيطاليا          | 2 أغسطس 2022        | Chamber of Deputies        | 398       | 20      | 9       | 17 أغسطس 2022  | [ 120 ] |
| إيطاليا          | 3 أغسطس 2022        | Senate of the Republic     | 202       | 13      | 2       | 17 أغسطس 2022  | [ 121 ] |
| إيطاليا          | 5 أغسطس 2022        | Presidential assent        | تم منحه   | تم منحه | تم منحه | 17 أغسطس 2022  | [ 122 ] |
| لاتفيا           | 14 يوليو 2022       | Saeima                     | 78        | 0       | 0       | 22 يوليو 2022  | [ 123 ] |
| لاتفيا           | 15 يوليو 2022       | Presidential assent        | تم منحه   | تم منحه | تم منحه | 22 يوليو 2022  | [ 124 ] |
| ليتوانيا         | 20 يوليو 2022       | Seimas                     | 112       | 1       | 0       | 4 أغسطس 2022   | [ 125 ] |
| ليتوانيا         | 20 يوليو 2022       | Presidential assent        | تم منحه   | تم منحه | تم منحه | 4 أغسطس 2022   | [ 125 ] |
| لوكسمبورغ        | 12 يوليو 2022       | Chamber of Deputies        | 58        | 0       | 2       | 9 أغسطس 2022   | [ 126 ] |
| لوكسمبورغ        | 22 يوليو 2022       | Grand Ducal promulgation   | تم منحه   | تم منحه | تم منحه | 9 أغسطس 2022   | [ 127 ] |
| الجبل الأسود     | 28 يوليو 2022       | Parliament                 | 57        | 2       | 11      | 13 سبتمبر 2022 | [ 128 ] |
| الجبل الأسود     | 1 أغسطس 2022        | Presidential assent        | تم منحه   | تم منحه | تم منحه | 13 سبتمبر 2022 | [ 129 ] |
| هولندا           | 7 يوليو 2022        | House of Representatives   | 142       | 8       | 0       | 20 يوليو 2022  | [ 130 ] |
| هولندا           | 12 يوليو 2022       | Senate                     | 71        | 1       | 0       | 20 يوليو 2022  | [ 131 ] |
| هولندا           | 13 يوليو 2022       | Royal promulgation         | تم منحه   | تم منحه | تم منحه | 20 يوليو 2022  | [ 132 ] |
| مقدونيا الشمالية | 27 يوليو 2022       | Assembly                   | 103       | 2       | 0       | 22 أغسطس 2022  | [ 133 ] |
| مقدونيا الشمالية | 27 يوليو 2022       | Presidential assent        | تم منحه   | تم منحه | تم منحه | 22 أغسطس 2022  | [ 134 ] |
| النرويج          | 16 يونيو 2022       | Storting                   | 98        | 4       | 0       | 7 يوليو 2022   | [ 135 ] |
| النرويج          | 22 يونيو 2022       | Royal assent               | تم منحه   | تم منحه | تم منحه | 7 يوليو 2022   | [ 136 ] |
| بولندا           | 7 يوليو 2022        | Sejm of the Republic       | 442       | 0       | 0       | 3 أغسطس 2022   | [ 137 ] |
| بولندا           | 20 يوليو 2022       | Senate                     | 96        | 0       | 0       | 3 أغسطس 2022   | [ 138 ] |
| بولندا           | 22 يوليو 2022       | Presidential assent        | تم منحه   | تم منحه | تم منحه | 3 أغسطس 2022   | [ 139 ] |
| البرتغال         | 16 سبتمبر 2022      | Assembly of the Republic   | 219       | 11      | 0       | 11 أكتوبر 2022 | [ 140 ] |
| البرتغال         | 19 سبتمبر 2022      | Presidential assent        | تم منحه   | تم منحه | تم منحه | 11 أكتوبر 2022 | [ 141 ] |
| رومانيا          | 20 يوليو 2022       | Chamber of Deputies        | 227       | 0       | 3       | 22 أغسطس 2022  | [ 142 ] |
| رومانيا          | 20 يوليو 2022       | Senate                     | 94        | 0       | 0       | 22 أغسطس 2022  | [ 143 ] |
| رومانيا          | 22 يوليو 2022       | Presidential assent        | تم منحه   | تم منحه | تم منحه | 22 أغسطس 2022  | [ 144 ] |
| سلوفاكيا         | 27 سبتمبر 2022      | National Council           | 124       | 15      | 1       | 4 أكتوبر 2022  | [ 145 ] |
| سلوفاكيا         | 28 سبتمبر 2022      | Presidential assent        | تم منحه   | تم منحه | تم منحه | 4 أكتوبر 2022  | [ 146 ] |
| سلوفينيا         | 14 يوليو 2022       | National Assembly          | 77        | 5       | 0       | 24 أغسطس 2022  | [ 147 ] |
| سلوفينيا         | 22 يوليو 2022       | Presidential assent        | تم منحه   | تم منحه | تم منحه | 24 أغسطس 2022  | [ 148 ] |
| إسبانيا          | 15 سبتمبر 2022      | Congress of Deputies       | 290       | 11      | 47      | 6 أكتوبر 2022  | [ 149 ] |
| إسبانيا          | 21 سبتمبر 2022      | Senate                     | 245       | 1       | 17      | 6 أكتوبر 2022  | [ 150 ] |
| إسبانيا          | 27 سبتمبر 2022      | Royal assent               | تم منحه   | تم منحه | تم منحه | 6 أكتوبر 2022  | [ 151 ] |
| تركيا            |                     | Grand National Assembly    |           |         |         |                |         |
| تركيا            | Presidential assent |                            |           |         |         |                |         |
| المملكة المتحدة  | 5 يوليو 2022        | Government                 | تم منحه   | تم منحه | تم منحه | 8 يوليو 2022   | [ 153 ] |
| الولايات المتحدة | 3 أغسطس 2022        | Senate                     | 95        | 1       | 1       | 18 أغسطس 2022  | [ 154 ] |
| الولايات المتحدة | 9 أغسطس 2022        | Presidential assent        | تم منحه   | تم منحه | تم منحه | 18 أغسطس 2022  | [ 155 ] |

## علاقات السويد الخارجية مع الدول الأعضاء في الناتو
- ألبانيا
- بلجيكا
- بلغاريا
- كندا
- كرواتيا
- جمهورية التشيك
- الدنمارك
- إستونيا
- فرنسا
- ألمانيا
- اليونان
- المجر
- آيسلندا
- إيطاليا
- لاتفيا
- ليتوانيا
- لوكسمبورغ
- الجبل الأسود
- هولندا
- مقدونيا الشمالية
- النرويج
- بولندا
- البرتغال
- رومانيا
- سلوفاكيا
- سلوفينيا
- إسبانيا
- تركيا
- المملكة المتحدة
- الولايات المتحدة

## أنظر أيضا
- علاقات حلف الناتو الخارجية
- علاقات حلف الناتو الخارجية
- علاقات فنلندا وحلف شمال الأطلسي

## الملاحظات
1. ↑  According to Canadian Minister of Foreign Affairs ميلاني جولي: "Under the Canadian system the government, the executive branch, has jurisdiction and there's no need to go through Parliament [to secure ratification]".[99]
2. ↑  The vote was taken by voice vote, rather than as a full recorded vote. In favor: SPD، The Greens، FDP، ائتلاف الاتحاد الديمقراطي المسيحي / الاتحاد الاجتماعي المسيحي، البديل من أجل ألمانيا. Against: حزب اليسار.[112]
3. ↑  Unanimous consent.
4. ↑  The vote was taken by party rather than as a full recorded vote. In favor: ND، SYRIZA، PASOK-KINAL. Against: الحزب الشيوعي اليوناني، Greek Solution، MeRA25.[115]
5. ↑  In the United Kingdom, there is no requirement for a formal law approving of treaties before their ratification, but the Ponsonby Rule is that they are laid before Parliament with an explanatory memorandum.[152]